# (10999) Braga-Ribas
(10999) Braga-Ribas est un astéroïde de la ceinture principale.

## Description
(10999) Braga-Ribas est un astéroïde de la ceinture principale. Il fut découvert le 7 novembre 1978 à l'Observatoire Palomar par Eleanor Francis Helin et Schelte J. Bus. Il présente une orbite caractérisée par un demi-grand axe de 2,63 UA, une excentricité de 0,34 et une inclinaison de 9,6° par rapport à l'écliptique.
Il porte le nom de l'astronome brésilien Felipe Braga-Ribas.